# David Cronenberg
David Paul Cronenberg, född 15 mars 1943 i Toronto i Ontario, är en kanadensisk filmregissör, manusförfattare och skådespelare.
David Cronenberg har blivit känd för sina intelligenta skräckfilmer, där han ofta utforskar en upplöst/raserad verklighet, utanförskap och kroppsliga mutationer.

## Filmografi (urval)
- 1966 – Transfer
- 1967 – From the Drain
- 1969 – Stereo Stereo (Tile 3B of a CAEE Educational Mosaic)
- 1970 – Crimes of the Future
- 1975 – Frossa
- 1977 – Rabid
- 1979 – The brood - missfostret
- 1979 – Fast Company
- 1981 – Scanners
- 1983 – The Dead Zone
- 1983 – Videodrome
- 1986 – Flugan
- 1988 – Dubbelgångare
- 1991 – Den nakna lunchen
- 1993 – M. Butterfly
- 1996 – Crash
- 1999 – eXistenZ
- 2001 – Jason X (skådespelare)
- 2002 – Spider
- 2005 – A History of Violence
- 2007 – Eastern Promises
- 2011 – A Dangerous Method
- 2012 – Cosmopolis
- 2014 – Maps to the Stars
- 2022 – Crimes of the Future
- 2024 – The Shrouds